# Consolidated Commodore
Consolidated Commodore var en amerikansk flygbåt.
Model 16 var en utveckling av den militära P2Y som togs fram på beställning av flygbolaget New York,Rio and Buenos Aires Line (NYRBA). Flygbolaget beställde 14 flygbåtar som skulle sättas in i trafik mellan Miami och Sydamerika. 18 februari 1930[vilket år?] genomförde man en provflygning utan mellanlandningar från Miami till Santiago för att försöka vinna marknadsandelar från Pan American. Eftersom Pan Am hade fördelen av att ha det statliga postkontraktet från US mail på sträckan Miami-Paramaribo och goda kontakter i den sydamerikanska ledningen, försökte de motarbeta NYRBA. När NYRBA slutligen fick ett postkontrakt för sträckan Miami-Santiago var bolaget redan uppköpt av Pan Am.  
Flygbåten var ett högvingat monoplan tillverkat i en träkonstruktion som kläddes med duk.  